# Вила Риџ (Мисури)
Вила Риџ (енгл. Villa Ridge) насељено је место без административног статуса у америчкој савезној држави Мисури.

## Демографија
По попису из 2010. године број становника је 2.636, што је 219 (9,1%) становника више него 2000. године.
| Група             | 2000.         | 2010.         |
| Белци             | 2.296 (95,0%) | 2.505 (95,0%) |
| Афроамериканци    | 60 (2,5%)     | 34 (1,3%)     |
| Азијати           | 8 (0,3%)      | 13 (0,5%)     |
| Хиспаноамериканци | 22 (0,9%)     | 44 (1,7%)     |
| Укупно            | 2.417         | 2.636         |